# Yngvar Bryn
Yngvar Bryn (* 17. Dezember 1881 in Kristiansand; † 30. April 1947 in Oslo) war ein norwegischer Eiskunstläufer, der im Paarlauf startete.

## Karriere
Bryn begann seine sportliche Karriere als Leichtathlet. Er nahm an den Wettbewerben über 200 und 400 Meter bei den Olympischen Spielen 1900 teil, schied dort aber im Vorlauf aus.
Als Eiskunstläufer trat Yngvar Bryn mit seiner Ehefrau Alexia Bryn im Paarlauf an. Zusammen wurden sie von 1908 bis 1913 und 1919 bis 1922 norwegische Meister. 1909, von 1912 bis 1914 und von 1922 bis 1923 nahmen sie an Weltmeisterschaften teil. Dabei konnten sie zwei Medaillen erringen. 1912 in Manchester gewannen sie die Bronzemedaille hinter Phyllis Johnson und James H. Johnson aus Großbritannien und Ludowika Jakobsson-Eilers und Walter Jakobsson aus Finnland. Elf Jahre später wurden sie im heimischen Kristiania Vizeweltmeister hinter den Jakobssons aus Finnland.
Bei den Olympischen Spielen 1920 in Antwerpen hatten die Bryns ebenfalls die Silbermedaille hinter den Finnen gewonnen.
Yngvar Bryn wirkte als Punktrichter bei den Eislaufwettbewerben der Olympischen Spiele 1932 in Lake Placid mit. Er war außerdem Vorsitzender des norwegischen Eislaufverbandes von 1926 bis 1927.

## Ergebnisse

### Paarlauf
(mit Alexia Bryn)
| Wettbewerb/Jahr             | 1908 | 1909 | 1910 | 1911 | 1912 | 1913 | 1914 | 1915 | 1916 | 1917 | 1918 | 1919 | 1920 | 1921 | 1922 | 1923 |
| --------------------------- | ---- | ---- | ---- | ---- | ---- | ---- | ---- | ---- | ---- | ---- | ---- | ---- | ---- | ---- | ---- | ---- |
| Olympische Spiele           |      |      |      |      |      |      |      |      |      |      |      |      | 2.   |      |      |      |
| Weltmeisterschaften         |      | 5.   |      |      | 3.   | 4.   | 5.   |      |      |      |      |      |      |      | 5.   | 2.   |
| Norwegische Meisterschaften | 1.   | 1.   | 1.   | 1.   | 1.   | 1.   |      |      |      |      |      | 1.   | 1.   | 1.   | 1.   |      |